# ロション・フェガン
ロション・フェガン（Roshon Fegan, 1991年10月6日 - ）は、アメリカ合衆国出身の俳優である。

## 出演作品

### テレビ
- シェキラ!（タイ・ブルー）
- グリーンリーフ(アイザイア)

### 映画
- キャンプ・ロック2 ファイナル・ジャム（サンダー）
- キャンプ・ロック（サンダー）